# جمال الفضل
جمال أحمد محمد الفضل (ولد في عام 1963) كان عسكريا سودانيا ومعاون سابق لأسامة بن لادن في أوائل التسعينيات. تم تجنيد الفضل للحرب في أفغانستان خلال مسجد الفاروق في بروكلين. في عام 1988 انضم إلى القاعدة، وأدى قسم الولاء لأسامة بن لادن. ثم خرج من القاعدة بعد شقاق له مع بن لادن، وعمل مع الحكومة الأمريكية من خلال إعطائهم معلومات عن القاعدة.